# Paolo Borsellino - Adesso tocca a me
Paolo Borsellino - Adesso tocca a me è un film documentario italiano trasmesso su Rai 1 il 19 luglio 2017, diretto da Francesco Miccichè e scritto dallo stesso Miccichè con Sandrone Dazieri e Giovanni Filippetto.

## Trama
La storia del giudice Paolo Borsellino è raccontata attraverso il punto di vista di Antonio Vullo, l'unico agente sopravvissuto alla strage di Via d'Amelio.

## Produzione
Il docufilm è raccontato attraverso immagini di repertorio, interviste ad amici, colleghi e famigliari di Paolo Borsellino e attraverso scene di fiction. Tra le interviste: Pietro Grasso, Antonio Vullo, Rita Borsellino, Salvatore Borsellino, Attilio Bolzoni, Domenico Gozzo, Sergio Lari.